# Шарва (озеро)
Шарва (калм. Шарва) — озеро в Яшкульском районе Калмыкии. Расположено в 4,5 км к юго-востоку от посёлка Шарва.
Общая площадь — 2,88 км². Согласно данным государственного водного реестра является не единым водоёмом, а состоит из четырёх озёр. Относится к Западно-Каспийскому бассейновому округу.

## Рельеф, гидрология и климат
Озеро расположено в пределах Приергенинской равнины в зоне резко континентального, полупустынного климата. Гидрологический режим озера практически не подвергся антропогенной трансформации. Основным источником питания водоёма являются осадки, выпадающие в зимний период. В условиях значительного испарения роль дождевых осадков в водном режиме озера не велика.
Заполняется водой в период весеннего половодья, а также в случае выпадения обильных дождевых осадков.